# Karol Jałochowski
Karol Jałochowski (ur. 1974 r.) – polski dziennikarz, twórca filmów.
Ukończył fizykę na Uniwersytecie Marii Curie-Skłodowskiej w Lublinie. Stypendysta (outreach fellow) National University of Singapore (2012-2014).
Związany zawodowo z tygodnikiem Polityka. Tworzy teksty i filmy poświęcone nauce. 
Twórca Reality Lost, filmu popularnonaukowego poświęconego filozoficznym konsekwencjom twierdzenia Bella, powstałego z udziałem m.in. Dagomira Kaszlikowskiego, Artura Ekerta, Vlatko Vedrala, Charlesa H. Bennetta, Gillesa Brassarda, Stephanie Wehner, Valerio Scaraniego, Christiana Kurtsiefera. Autor serii  prezentującej sylwetki najbardziej nieortodoksyjnych myślicieli epoki, produkowanej przez tygodnik Polityka, przy wsparciu Centre for Quantum Technologies. Do chwili obecnej powstały następujące odcinki serii: 
- Roy Glauber, Bomba, która wstrząsnęła światem[6],
- Daniel C. Dennett, Czy homary mają wolną wolę?[7],
- Julian Barbour, Sen Podszewki[8],
- Gregory Chaitin, Przeciw metodzie[9],
- Charles H. Bennett, Tajemnica ptaka kiwaka[10],
- Freeman Dyson, Kosmiczny marzyciel[11],
- Artur Ekert, Model do składania[12].

Za film Bomba, która wstrząsnęła światem został w 2015 roku nagrodzony nagrodą Grand Press w kategorii dziennikarstwo specjalistyczne. Do Grand Press był także nominowany w 2011 roku za reportaż poświęcony brytyjskiemu fizykowi Julianowi Barbourowi.
Jest autorem książki Heretycy, Buntownicy, Wizjonerzy. 22 podróże z największymi umysłami naszych czasów wydanej przez Copernicus Center Press.
Redaktor naczelny Pulsara (Projekt Pulsar), serwisu popularno-naukowego tygodnika POLITYKA, uruchomionego w lutym 2022 roku.
Kurator cyklu Docs+Science na Krakowskim Festiwalu Filmowym.
Autor filmu veer, dokumentu poświęconemu Cormacowi McCarthy'emu oraz współautor, wraz z Davidem Krakauerem, rozmowy z tym pisarzem.
Wioślarz amator. Jest wicemistrzem Warszawy na ergometrze wioślarskim.